# Nemáš se čím chlubit, Marge
Nemáš se čím chlubit, Marge (v anglickém originále Marge Be Not Proud) je 11. díl 7. řady (celkem 139.) amerického animovaného seriálu Simpsonovi. Scénář napsal Mike Scully a díl režíroval Steven Dean Moore. V USA měl premiéru dne 17. prosince 1995 na stanici Fox Broadcasting Company a v Česku byl poprvé vysílán 23. prosince 1997 na stanici ČT1.

## Děj
Bart chce novou videohru Kostilam, ale Marge mu ji odmítá koupit, protože je příliš násilná, drahá a odvádí děti od školních úkolů. Protože si ji nemůže půjčit ani zahrát Milhouseovu kopii, navštíví Bart místní diskont Try-N-Save, kde ho Jimbo Jones a Nelson Muntz přesvědčí, aby hru ukradl. Barta chytí detektiv ochranky Don Brodka, jenž zavolá Homerovi a Marge, ale nechá jim vzkaz, protože nejsou doma. Detektiv Brodka Bartovi nařídí, aby opustil obchod a už se nevracel, jinak bude obviněn z trestného činu a stráví prázdniny v diagnostickém ústavu. Bart spěchá domů a vymění kazetu záznamníku se vzkazem za písničku Allena Shermana „Hello Muddah, Hello Faddah“. 
Aniž by věděla o Bartově zločinu, vezme Marge rodinu do stejného obchodu, aby si nechala udělat každoroční vánoční fotografii. Barta si všimne detektiv Brodka, který nevěřící Marge a Homerovi ukáže záznam z bezpečnostní kamery, na němž je zachycen jejich syn při krádeži v obchodě. Bart se snaží Marge omluvit, ale ta ho odmítne a pošle ho do postele. Marge se obává, že se o Barta stará až příliš mateřsky, a rozhodne se, že už je dost starý na to, aby se rozhodoval sám, a citově se od něj distancuje. Bart je brzy vynechán z rodinných aktivit, jako je výroba soch ze sněhu a zdobení vánočního stromku. V obavách, že ztratil Marginu lásku, Bart přesvědčí Milhouseovu matku Luann, aby s ním trávila čas. 
Aby získal zpět matčinu lásku, nakupuje Bart v Try-N-Save a vrací se domů. V domnění, že opět kradl v obchodě, Marge konfrontuje Barta a ten jí prozradí, že jí koupil vánoční dárek – svou fotografii. Marge, jež má radost z tohoto předčasného vánočního dárku, dá Bartovi jeho dárek – videohru.

## Produkce

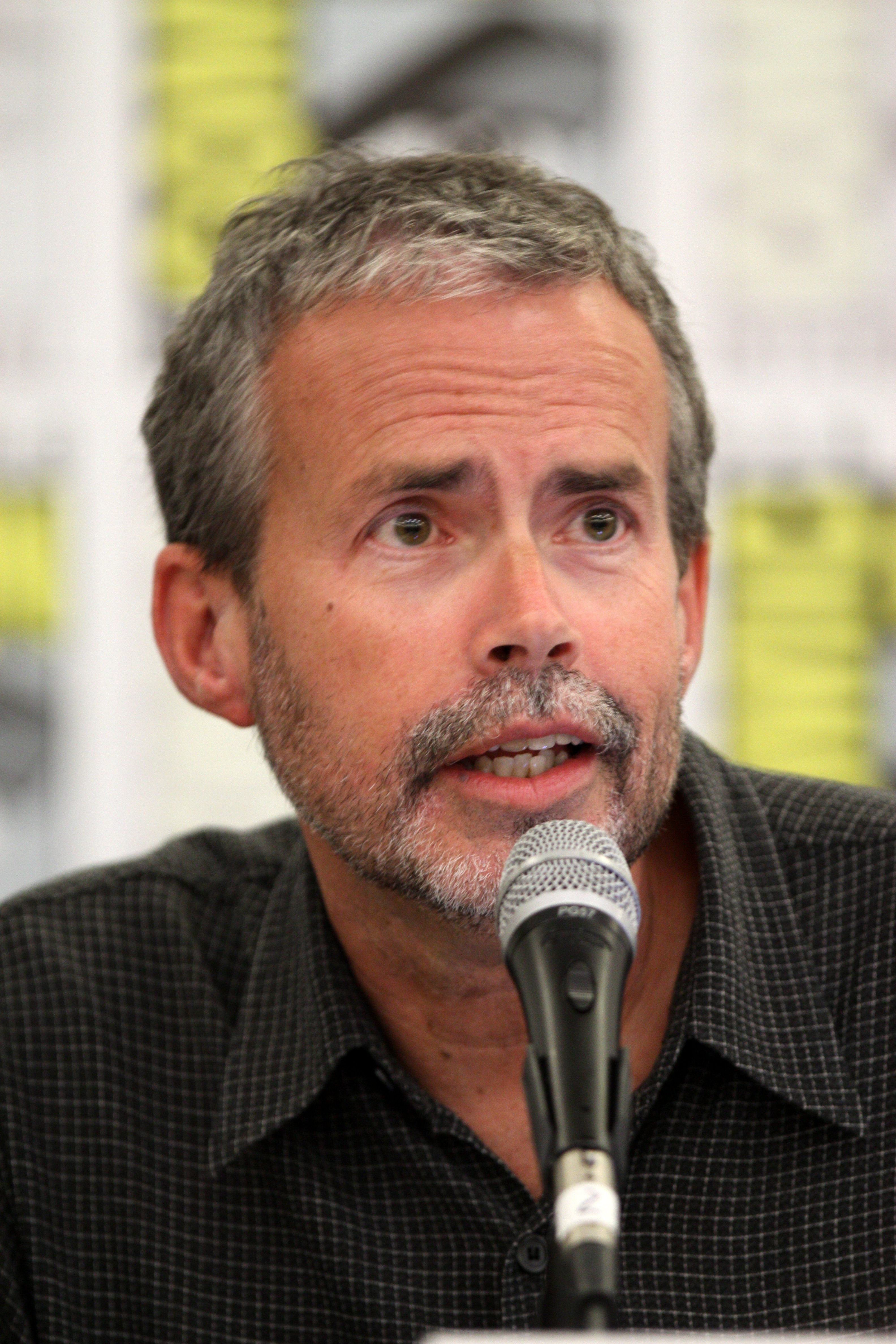
Mike Scully v roce 2016

Mike Scully založil tuto epizodu na zážitku ze svého dětství. Scullymu bylo 12 let, když navštívil diskontní obchodní dům Bradlees ve West Springfieldu ve státě Massachusetts. V obchodě kradla „parta kluků“, kteří na Scullyho „tlačili“, aby kradl také. Nakonec byl přistižen venku a „prožil jeden z nejtraumatičtějších okamžiků“ svého života. „Dodnes mě to děsí,“ řekl Scully a pro Variety zažertoval, že „je skvělé být placený za to, že prožíváte hrůzy svého života“.
Díl režíroval Steven Dean Moore. Tehdejší vedoucí seriálu Simpsonovi Bill Oakley uvedl, že jde o jednu z „nejkrásněji“ zrežírovaných epizod seriálu. Ruční vybarvování označil za velmi „živé“ a „jasné“. Díl je první vánoční epizodou, kterou producenti natočili od prvního dílu seriálu Vánoce u Simpsonových. Oakley řekl, že nikdo z autorského týmu nechtěl „zkoušet Vánoce“, protože to byl „tak slavný“ první díl.
V epizodě hostoval Lawrence Tierney jako Don Brodka. Další bývalý vedoucí seriálu, Josh Weinstein, označil Tierneyho vystoupení za „nejbláznivější zkušenost s hostující hvězdou, jakou jsme kdy měli“. Kromě toho, že na zaměstnance pořadu křičel a zastrašoval je, měl Tierney požadavky, které považovali za nepřiměřené, například se vzdal svého charakteristického hlasu, aby mohl roli hrát s jižanským přízvukem, a odmítal přednášet repliky, pokud „nechápal vtipy“. Přesto si Oakley a Weinstein mysleli, že Tierney odvedl dobrou práci. Weinstein řekl: „Rozhodně to zvládl a je to jedna z mých nejoblíbenějších postav, které jsme (v seriálu) měli.“.
Díl byl původně vysílán na stanici Fox ve Spojených státech 17. prosince 1995 a v roce 1999 byl vybrán k vydání ve video kolekci vybraných dílů s názvem Bart Wars. Dalšími epizodami zařazenými do sady kolekce byly díly Střet s mafií, Spasitel zabijákem a Tajná válka Lízy Simpsonové. Díl byl opět zařazen do DVD vydání sady Bart Wars z roku 2005 a do DVD sady 7. řady Simpsonových, která byla vydána 13. prosince 2005. Oakley, Weinstein, Scully, Moore a Silverman se podíleli na audiokomentáři k DVD.

## Přijetí
V původním vysílání se díl umístil na 47. místě ve sledovanosti v týdnu od 11. do 17. prosince 1995 s ratingem 9,5. Epizoda byla čtvrtým nejsledovanějším pořadem na stanici Fox v tomto týdnu, po boxerském zápase, Fox NFL Sunday a Aktech X.
Po odvysílání díl získal od televizních kritiků převážně pozitivní hodnocení. Autoři knihy I Can't Believe It's a Bigger and Better Updated Unofficial Simpsons Guide, Warren Martyn a Adrian Wood, napsali: „Vánoční speciál se vším všudy a dojemný pohled na vztah mezi Marge a jejím dospívajícím Bartem.“. Dave Foster z DVD Times uvedl, že „díky bystrému oku scenáristů a zřídkakdy ukázané dobré stránce Barta funguje tato epizoda velmi dobře jak jako zábavný vhled do fungování dětské mysli, tak jako epizoda budující silný vztah mezi Bartem a Marge.“.
Colin Jacobson z DVD Movie Guide uvedl, že přestože se jedná o jeden z „místy smutnějších“ dílů, „stále obsahuje několik úžasných vtipů“. Jacobson poznamenal, že se „naprosto ztratil, když se objevila Homerova kresba robota grilujícího párek v rohlíku – je to vtipnější, když to vidíte – a hostující Lawrence Tierney v roli detektiva z obchodu dodává seriálu zábavnou šťávu“. Dodal, že epizoda „nespadá do kategorie klasických, ale nabízí více než dost zábavy, aby uspokojila“. Jennifer Malkowski z DVD Verdictu považuje za nejlepší část dílu, kdy deprimovaný Bart vyrábí sněhuláka ze špinavého zbytku sněhu pod autem. Tuto scénu označila za „úžasně patetickou“. Malkowski svou recenzi uzavřela známkou B.
V roce 2011 epizodu Richard Lawson z The Atlantic Wire označil za nejlepší vánoční díl Simpsonových a poznamenal, že „je velmi milá a jsou v ní vtipné vtipy o videohrách“. Dodal, že epizoda „obsahuje úžasný hostující hlasový výkon zesnulého Lawrence Tierneyho“. Raphael Bob-Waksberg, jenž komentoval vliv Simpsonových na seriál BoJack Horseman, uvedl tento díl jako svůj oblíbený: „Můj nejoblíbenější díl je Nemáš se čím chlubit, Marge, kde Bart ukradne videohru. Je to šíleně dobře propracovaná epizoda s vtipem, ale zároveň je neuvěřitelně upřímná, krásná a srdcervoucí.“.